# 2G
2G — скорочення для позначення технологій бездротового телефонного зв'язку другого покоління.

## Історія
У США аналоговий стандарт AMPS отримав такого широкого поширення, що пряма заміна його цифровим виявилася практично неможливою. Вихід був знайдений у розробці двохрежимної аналого-цифрової системи, що дозволяє поєднувати роботу аналогової і цифрової системи в одному і тому ж діапазоні. Робота над відповідним стандартом була почата в 1988 році і закінчена в 1992 році; стандарт отримав найменування D-AMPS, або IS-54 (IS — скорочення від Interim Standard, тобто «проміжний стандарт»). Його практичне застосування почалося в 1993 році. У Європі ситуація ускладнювалася наявністю безліччю несумісних аналогових систем («клаптева ковдра»). Тут виходом виявилася розробка єдиного загальноєвропейського стандарту GSM (GSM 900 — діапазон 900 МГц). Відповідна робота була розпочата в 1982 році, до 1987 року були визначені всі основні характеристики системи, а в 1988 році прийняті основні документи стандарту. Практичне застосування стандарту почалося з 1991 році. Ще один варіант цифрового стандарту, за технічними характеристиками подібний з D-AMPS, був розроблений в Японії в 1993 році; спочатку він називався JDC, а з 1994 року — PDC (Personal Digital Cellular — буквально «персонально цифровий стільниковий зв'язок»). Але на цьому розвиток цифрових систем стільникового зв'язку не зупинилося.
Стандарт D-AMPS додатково удосконалився за рахунок введення нового типу каналів управління. Справа в тому, що цифрова версія IS-54 зберегла структуру каналів управління аналогового AMPS, що обмежувало можливості системи. Нові чисто цифрові канали управління введені у версії IS-136, яка була розроблена в 1994 році і почала застосовуватися в 1996 році. При цьому була збережена сумісність з AMPS і IS-54, але підвищена ємність каналу керування і помітно розширені функціональні можливості системи. Стандарт GSM, продовжуючи удосконалюватися технічно (послідовно вводяться фази 1, 2 і 2 +), в 1989 році пішов на освоєння нового частотного діапазону 1800 МГц. Це напрям відомий під назвою системи персонального зв'язку.
Відмінність останньої від вихідної системи GSM 900 не стільки технічна, скільки маркетингове за технічної підтримки: ширша робоча смуга частот у поєднанні з меншими розмірами вічок (сот) дозволяє будувати стільникові мережі значно більшої місткості, і саме розрахунок на масову систему мобільного зв'язку з відносно компактними, легкими, зручними і недорогими абонентськими терміналами був закладений в основу цієї системи. Відповідний стандарт (у вигляді доповнень до вихідного стандарту GSM 900) був розроблений в Європі в 1990–1991 роках. Система отримала назву DCS 1800 (Digital Cellular System — цифрова система стільникового зв'язку; спочатку використовувалася також назва PCN — Personal Communications Network, що в буквальному перекладі означає «мережа персональної зв'язку») і почала використовуватися з 1993 році. У 1996 році було прийнято рішення іменувати її GSM 1800. У США діапазон 1800 МГц виявився зайнятий іншими користувачами, але була знайдена можливість виділити смугу частот у діапазоні 1900 МГц, яка отримала в Америці ім'я діапазону систем персонального зв'язку (PCS — Personal Communications Systems), на відміну від діапазону 800 МГц, за яким збережено назву стільникового (cellular). Освоєння діапазону 1900 МГц почалося з кінця 1995 р.; робота в цьому діапазоні передбачена стандартом D-AMPS (версія IS-136, але аналогового AMPS в діапазоні 1900 МГц вже немає), і розроблена відповідна версія стандарту GSM («американський» GSM 1900 — стандарт IS-661).